# Stuart Tinney
Pour les articles homonymes, voir Tinney.
Stuart Tinney, né le 7 décembre 1964, est un cavalier australien de concours complet d'équitation, médaillé d'or aux Jeux olympiques de 2000 en concours complet par équipe.